# Černá u Bohdanče

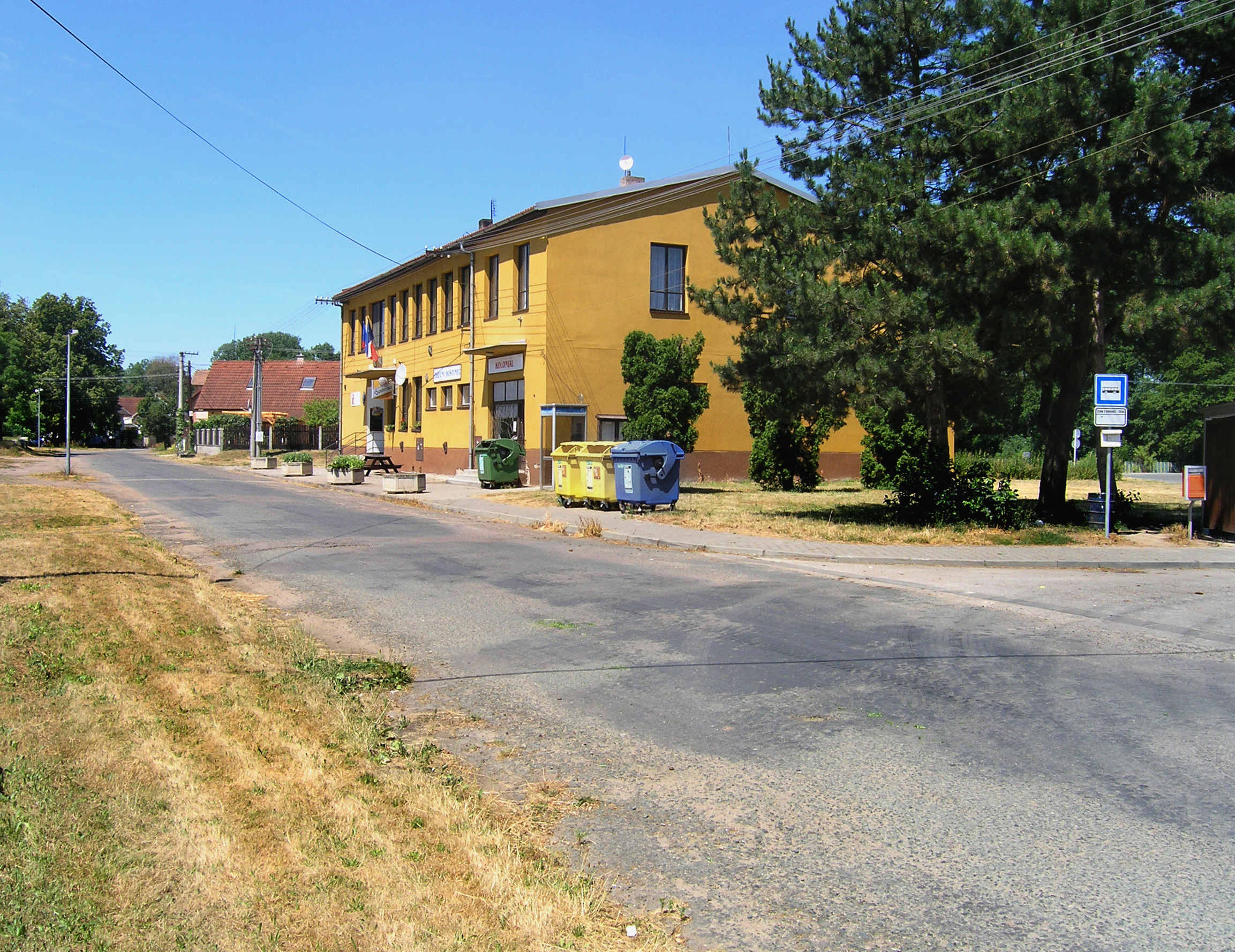
Gemeindeamt

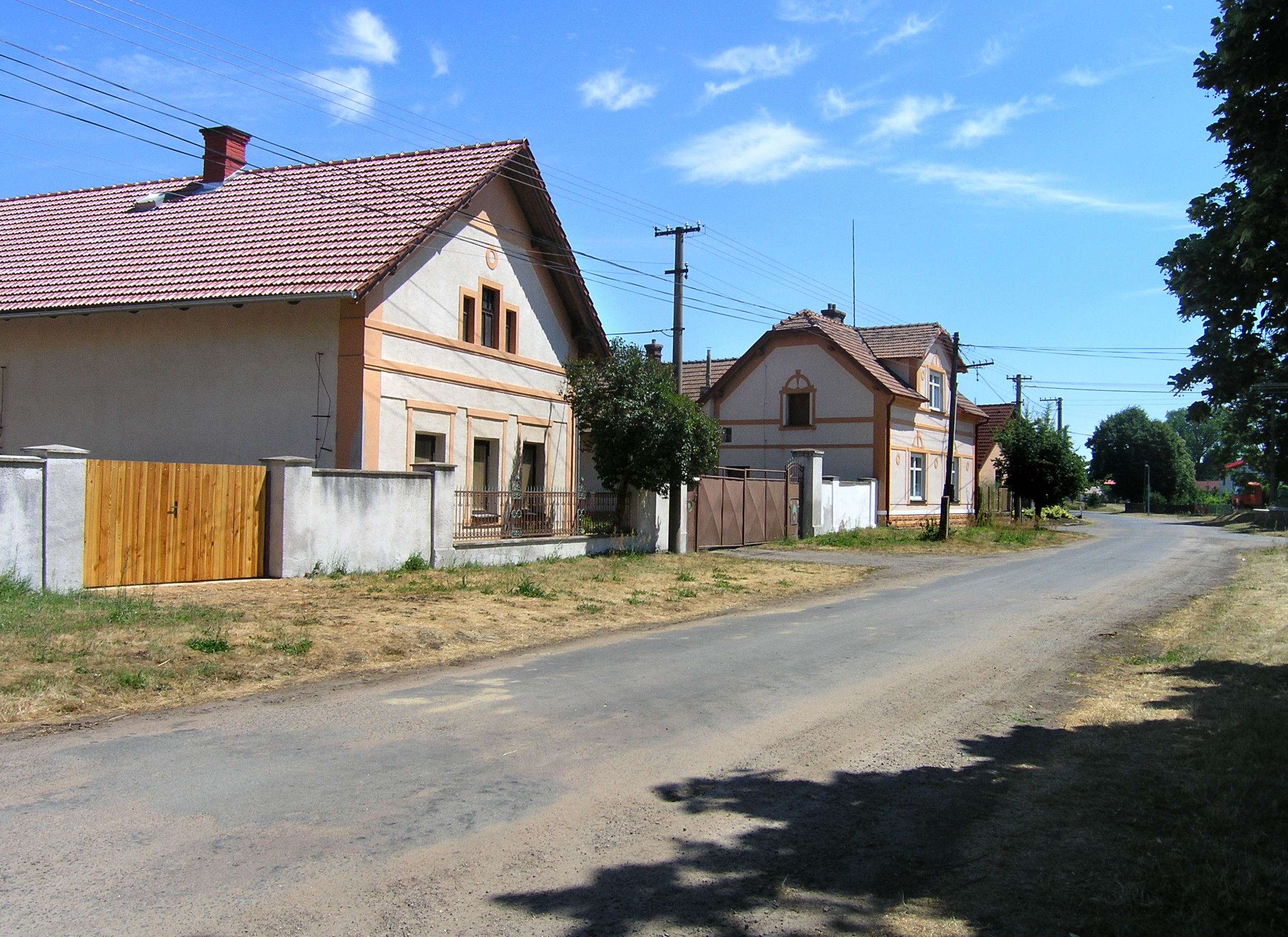
Häuser im westlichen Teil des Dorfes

Černá u Bohdanče (deutsch Czerna bei Bohdanetsch, 1939–45: Tscherna bei Bochdanetsch) ist eine Gemeinde im Okres Pardubice in Tschechien. Sie liegt acht Kilometer westlich des Stadtzentrums von Pardubice.

## Geographie
Černá u Bohdanče befindet sich rechtselbisch am Bach Černská strouha bzw. Rajská struha in der Pardubická kotlina (Pardubitzer Becken). Nördlich des Dorfes erhebt sich der Svatý Jiří (Georgsberg, 230 m n.m.). Am westlichen Ortsrand liegen die Teiche Malá Černá und Velká Černá, dahinter fließt der Bach Bukovka. Südöstlich befindet sich das Rückhaltebecken Lhotka. Den südlichen Abschluss des Gemeindegebietes bildet die Elbe.
Nachbarorte sind Pazderna, V Ráji und Lázně Bohdaneč im Norden, Horka im Nordosten, Rybitví-Nová Kolonie und Stará Obec im Osten, Rosice und Srnojedy im Südosten, Krchleby und Lány na Důlku im Süden, Opočínek, Mělice und Lohenice im Südwesten, Břehy und Živanice im Westen sowie Dědek im Nordwesten.

## Geschichte
Die erste schriftliche Erwähnung des Ortes erfolgte im Jahre 1377, als Albrecht von Cimburg auf Blatník die Feste Blatník mit dem Städtchen Bohdaneč sowie den Dörfern Bystřec, Rybitví, Černá und Lhotka Blatníkovská an den Opatowitzer Abt Jan z Orle verkaufte. Nachdem das Benediktinerkloster während der Hussitenkriege im Jahre 1421 zerstört worden war, überschrieb König Sigismund Černá zusammen mit weiteren ehemaligen Klosterdörfern 1436 als Pfandbesitz an Diviš Bořek von Miletínek, der daraus die Herrschaft Kunburg bildete. Später erwarb Heinrich von Münsterberg den Besitz. Er verpfändete das Dorf 1488 an Václav Žehušický von Nestajov auf Žehušice, der Černá für 3000 Ungarische Gulden an Wilhelm von Pernstein verkaufte. 1560 verkaufte Jaroslav von Pernstein Černá zusammen mit den Herrschaften Kunburg und Pardubitz an König Ferdinand I. 1588 gab es in dem Dorf zehn Anwesen. Bis 1794 unterstand Černá dem Amt Bohdaneč, danach erhielt der Ort eine eigene Gemeindeverwaltung.
Im Jahre 1835 bestand das im Chrudimer Kreis gelegene Dorf Černa bei Bohdanetsch aus 24 Häusern, in denen 210 Personen lebten. Im Ort gab es eine der Stadtgemeinde Bohdanetsch gehörige viergängige Mühle mit Brettsäge. Pfarrort war Bohdanetsch. Bis zur Mitte des 19. Jahrhunderts blieb Černa bei Bohdanetsch der k.k. Kameralherrschaft Pardubitz untertänig.
Nach der Aufhebung der Patrimonialherrschaften bildete Černá u Bohdanče ab 1849 eine Gemeinde im Gerichtsbezirk Pardubitz. Ab 1868 gehörte die Gemeinde zum Bezirk Pardubitz. Zum Ende des 19. Jahrhunderts wurde Bohdanečská cihelna als Ortsteil geführt. Im Jahre 1906 wurde die Freiwillige Feuerwehr gegründet. Der Bau der Straße nach Bohdaneč und Rybitví erfolgte 1928. 1949 wurde die Gemeinde dem Okres Pardubice-okolí zugeordnet. Im Zuge der Gebietsreform von 1960 erfolgte die Aufhebung des Okres Pardubice-okolí, seitdem gehört Černá u Bohdanče zum Okres Pardubice. Von 1964 bis 1990 war das Dorf nach Rybitví eingemeindet.

## Gemeindegliederung
Für die Gemeinde Černá u Bohdanče sind keine Ortsteile ausgewiesen.

## Sehenswürdigkeiten
- Wassermühle, errichtet im 17. Jahrhundert
- Hölzernes Glockentürmchen
- Steinernes Kreuz
- Denkmal für die Gefallenen des Ersten Weltkrieges, enthüllt 1930